# International Plant Names Index
Ne doit pas être confondu avec The International Fossil Plant Names Index.
L’International Plant Names Index (IPNI, en français l’« Index international des noms de plantes »), est une base de données en ligne sur les noms scientifiques des végétaux, qui fournit également des indications bibliographiques sur les Spermaphytes (les plantes à graines). Son objectif est d'éliminer la nécessité de se référer à plusieurs reprises à des sources primaires pour obtenir des informations bibliographiques de base sur les noms de plantes. Les données rassemblées sont librement accessibles et progressivement standardisées et vérifiées.
Cet index inclut des noms d'espèces, des genres et des familles. Pour les noms récents, il inclut aussi des noms des taxa infraspécifiques. Les abréviations des auteurs sont également standardisées et suivent le livre de Brummitt et de Powell, Authors of Plant Names (1992). 
L’IPNI est issu de la collaboration entre trois institutions : les Jardins botaniques royaux de Kew, l’herbier de l’université Harvard et l'Herbier national australien. Il s'est basé initialement sur une combinaison de l'Index kewensis, l'index Gray card et l'Australian Plant Name Index (APNI).
À la publication d'un nouveau nom scientifique de plante, les auteurs peuvent eux-mêmes enregistrer les données du nom sur le site, sur l'exemple voulu de MycoBank pour les champignons et de ZooBank pour les taxons zoologiques.
L’IPNI attribue à Théophraste une abréviation en botanique (Theophr.), chose très rare pour un auteur d’avant le 16e siècle.